# مارموست سفید
مارموست سفید (نام علمی: Mico leucippe) نام یک گونه از سرده مارموست است.